# Rondae Hollis-Jefferson
Pour les articles homonymes, voir Hollis.
Rondae Hollis-Jefferson, né le 3 janvier 1995 à Chester en Pennsylvanie, est un joueur américain, naturalisé jordanien, de basket-ball. Il évolue aux postes d'ailier et d'ailier fort.

## Biographie

### Carrière universitaire
Entre 2013 et 2015, il joue pour les Wildcats de l'Arizona à l'université d'Arizona.

### Carrière professionnelle

#### Nets de Brooklyn (2015-2019)
Le 25 juin 2015, il est sélectionné à la 23e position de la draft 2015 de la NBA par les Trail Blazers de Portland. Ses droits de draft et Steve Blake sont transférés aux Nets de Brooklyn contre Mason Plumlee et les droits sur le 41e choix de la draft, Pat Connaughton.
Le 6 juillet 2015, il signe son premier contrat professionnel avec les Nets. Il fait ses débuts sous ses nouvelles le 28 octobre, contre les Bulls de Chicago. Il totalise 8 points et 5 rebonds en sortie de banc dans une défaite 115-100. Le 20 novembre, il réalise le meilleur match de sa saison en inscrivant 13 points et 11 rebonds, toujours dans une défaite, contre les Boston Celtics.
Le 12 novembre 2016, Hollis-Jefferson inscrit un record en carrière de 20 points et égalise son record en carrière au rebond, comptant 13 unités.

#### Raptors de Toronto (2019-2020)
Le 8 juillet 2019, il s'engage pour une saison avec les Raptors de Toronto.
Le 1er décembre 2020, il signe pour une saison non garantie avec les Timberwolves du Minnesota. Hollis-Jefferson est licencié par les Wolves en décembre 2020, avant le début de la saison régulière.

#### Trail Blazers de Portland (avril - juillet 2021)
Le 6 avril 2021, il s'engage avec les Trail Blazers de Portland sous la forme d'un contrat de 10 jours. Il signe un second contrat de 10 jours avec les Blazers. Fin avril, les Blazers sont satisfaits de ses qualités défensives et signent Hollis-Jefferson pour un contrat durant jusqu'à la fin de la saison.

#### Beşiktaş JK (2021-2022)
En septembre 2021, il s'engage avec Beşiktaş JK.

## Palmarès
- NCAA Tournament West Region All-Tournament Team (2015)
- First-team All-Pac-12 (2015)
- Pac-12 All-Tournament Team (2015)
- Pac-12 All-Defensive Team (2015)
- Pac-12 Player of the Week (2015)
- Pac-12 All-Freshman Team (2014)
- Maui Invitational All-Tournament Team (2014)
- McDonald's All-American (2013)

## Statistiques

### Universitaires
Les statistiques de Rondae Hollis-Jefferson en matchs universitaires sont les suivantes :
| Saison    | Équipe  | Matchs | Titul. | Min./m | % Tir | % 3pts | % LF | Rbds/m. | Pass/m. | Int/m. | Ctr/m. | Pts/m. |
| --------- | ------- | ------ | ------ | ------ | ----- | ------ | ---- | ------- | ------- | ------ | ------ | ------ |
| 2013-2014 | Arizona | 38     | 6      | 25,3   | 49,0  | 20,0   | 68,2 | 5,71    | 1,45    | 0,74   | 1,05   | 9,13   |
| 2014-2015 | Arizona | 38     | 25     | 28,7   | 50,2  | 20,7   | 70,7 | 6,84    | 1,55    | 1,16   | 0,84   | 11,24  |
| Total     | Total   | 76     | 31     | 27,0   | 49,6  | 20,5   | 69,7 | 6,28    | 1,50    | 0,95   | 0,95   | 10,18  |

### Professionnelles

#### Saison régulière
| Saison    | Équipe   | Matchs | Titul. | Min./m | % Tir | % 3pts | % LF | Rbds/m. | Pass/m. | Int/m. | Ctr/m. | Pts/m. |
| --------- | -------- | ------ | ------ | ------ | ----- | ------ | ---- | ------- | ------- | ------ | ------ | ------ |
| 2015-2016 | Brooklyn | 29     | 17     | 21,2   | 45,7  | 28,6   | 71,2 | 5,31    | 1,48    | 1,34   | 0,55   | 5,76   |
| 2016-2017 | Brooklyn | 78     | 50     | 22,6   | 43,4  | 22,4   | 75,1 | 5,79    | 1,97    | 1,05   | 0,56   | 8,65   |
| 2017-2018 | Brooklyn | 68     | 59     | 28,2   | 47,2  | 24,1   | 78,8 | 6,75    | 2,46    | 0,96   | 0,71   | 13,91  |
| 2018-2019 | Brooklyn | 59     | 21     | 20,9   | 41,1  | 18,4   | 64,5 | 5,25    | 1,63    | 0,75   | 0,46   | 8,93   |
| 2019-2020 | Toronto  | 60     | 6      | 18,7   | 47,1  | 13,0   | 73,4 | 4,72    | 1,77    | 0,77   | 0,38   | 6,97   |
| Total     | Total    | 294    | 153    | 22,6   | 44,8  | 21,3   | 73,8 | 5,64    | 1,93    | 0,94   | 0,54   | 9,30   |

| Saison | Équipe   | Matchs | Titul. | Min./m | % Tir | % 3pts | % LF | Rbds/m. | Pass/m. | Int/m. | Ctr/m. | Pts/m. |
| ------ | -------- | ------ | ------ | ------ | ----- | ------ | ---- | ------- | ------- | ------ | ------ | ------ |
| 2019   | Brooklyn | 4      | 0      | 15,6   | 48,5  | 100,0  | 80,0 | 3,00    | 1,50    | 0,25   | 1,25   | 13,25  |
| 2020   | Toronto  | 5      | 0      | 7,7    | 40,0  | 0,0    | 75,0 | 2,00    | 0,60    | 0,40   | 0,20   | 2,80   |
| Total  | Total    | 9      | 0      | 11,2   | 46,5  | 50,0   | 78,8 | 2,44    | 1,00    | 0,33   | 0,67   | 7,44   |

## Records sur une rencontre en NBA
Les records personnels de Rondae Hollis-Jefferson en NBA sont les suivants, :
| Type de statistique        | Saison régulière | Saison régulière            | Saison régulière | Playoffs | Playoffs                | Playoffs      |
| Type de statistique        | Record           | Adversaire                  | Date             | Record   | Adversaire              | Date          |
| -------------------------- | ---------------- | --------------------------- | ---------------- | -------- | ----------------------- | ------------- |
| Points                     | 25               | Knicks de New York          | 14 décembre 2017 | 21       | @ 76ers de Philadelphie | 23 avril 2019 |
| Paniers marqués            | 10               | 2 fois                      | 2 fois           | 9        | @ 76ers de Philadelphie | 23 avril 2019 |
| Paniers tentés             | 21               | @ Celtics de Boston         | 31 décembre 2017 | 13       | @ 76ers de Philadelphie | 23 avril 2019 |
| Paniers à 3 points réussis | 2                | 5 fois                      | 5 fois           | 1        | @ 76ers de Philadelphie | 23 avril 2019 |
| Paniers à 3 points tentés  | 4                | 4 fois                      | 4 fois           | 1        | 2 fois                  | 2 fois        |
| Lancers francs réussis     | 11               | @ Jazz de l'Utah            | 11 novembre 2017 | 10       | 76ers de Philadelphie   | 18 avril 2019 |
| Lancers francs tentés      | 13               | Grizzlies de Memphis        | 19 mars 2018     | 13       | 76ers de Philadelphie   | 18 avril 2019 |
| Rebonds offensifs          | 8                | @ Trail Blazers de Portland | 13 novembre 2019 | 2        | 4 fois                  | 4 fois        |
| Rebonds défensifs          | 14               | Raptors de Toronto          | 8 janvier 2018   | 3        | @ 76ers de Philadelphie | 15 avril 2019 |
| Rebonds totaux             | 17               | Raptors de Toronto          | 8 janvier 2018   | 4        | 76ers de Philadelphie   | 18 avril 2019 |
| Passes décisives           | 7                | 2 fois                      | 2 fois           | 3        | 76ers de Philadelphie   | 18 avril 2019 |
| Interceptions              | 5                | 2 fois                      | 2 fois           | 1        | 4 fois                  | 4 fois        |
| Contres                    | 4                | 2 fois                      | 2 fois           | 2        | 2 fois                  | 2 fois        |
| Balles perdues             | 6                | @ Bucks de Milwaukee        | 10 août 2020     | 1        | 4 fois                  | 4 fois        |
| Minutes jouées             | 43               | Hornets de Charlotte        | 26 décembre 2018 | 19       | @ 76ers de Philadelphie | 15 avril 2019 |

- Double-double : 28
- Triple-double : 0

Dernière mise à jour : 26 juin 2021